# Shēnhǎi
Shēnhǎi é um filme de drama taiwanês de 2005 dirigido e escrito por Chen Wen-Tang. Foi selecionado como representante de Taiwan à edição do Oscar 2007, organizada pela Academia de Artes e Ciências Cinematográficas.

## Elenco
- Tarcy Su
- Yi-Ching Lu